# Máis Galicia
Máis Galicia (+Galicia) (en català: Més Galícia) és una coalició electoral de gallega, formada per a presentar-se, en totes la províncies galleges, menys a la d'Ourense, a les eleccions autonòmiques de 2009 entre el Partit Galleguista (PG) i la facció de Terra Galega (TeGa) encapçalada per Pablo Padín (confirmat com a president de TeGa després de la celebració del judici en el que es dirimia el conflicte entre faccions). El seu candidat a la presidència de la Xunta de Galícia fou el militant de la citada facció de TeGa, confirmat com a secretari general després de la celebració del judici, Xermán Tobío.
Máis Galicia va obtenir uns resultats testimonials: 923 vots (0,06%), sent la tretzena força política en nombre de vots.